# Demurîno-Varvarivka, Peatîhatkî
Demurîno-Varvarivka (în ucraineană Демурино-Варварівка) este un sat în comuna Savro din raionul Peatîhatkî, regiunea Dnipropetrovsk, Ucraina.

## Demografie
Componența lingvistică a localității Demurîno-Varvarivka
     Ucraineană (89,09%)
     Rusă (7,27%)
     Belarusă (3,64%)
Conform recensământului din 2001, majoritatea populației localității Demurîno-Varvarivka era vorbitoare de ucraineană (89,09%), existând în minoritate și vorbitori de rusă (7,27%) și belarusă (3,64%).